# DJ-Kicks: Thievery Corporation
DJ-Kicks: Thievery Corporation – album zawierający didżejski mix Thievery Corporation, wydany 10 maja 1999 roku.

## Historia albumu

### Wydania
Album DJ-Kicks: Thievery Corporation został zmiksowany przez Thievery Corporation w Studio !K7 i wydany 10 maja 1999 roku.

## Charakterystyka muzyczna albumu
Podobnie jak na debiutanckim albumie, również w serii albumów DJ-Kicks, zrealizowanych w Studio !K7 zespół Thievery Corporation pokazał swoje zainteresowanie nie tylko trip hopem, ale także muzyką brazylijską, muzyką egzotyczną i easy listening zamieszczając w swoim didżejskim miksie obok utworów innych artystów kilka własnych utworów: „It Takes a Thief” i „Coming from the Top”. Utwór „It Takes a Thief” został nagrany specjalnie na ten album.

## Lista utworów
Lista utworów i informacje według Discogs:
| Nr  | Tytuł utworu                                        | Oryginalny wykonawca               | Długość |
| --- | --------------------------------------------------- | ---------------------------------- | ------- |
| 1.  | „Tropicando”                                        | Les Baxter                         | 2:38    |
| 2.  | „Rebirth”                                           | A Forest Mighty Black              | 4:13    |
| 3.  | „Beija Flor”                                        | Da Lata                            | 3:33    |
| 4.  | „Mother Africa Feeding Sista India/2001”            | Fun-Da-Mental/Thievery Corporation | 1:58    |
| 5.  | „Rainbow”                                           | The 13th Sign                      | 3:45    |
| 6.  | „Success (Thievery Corporation Remix)”              | DJ Cam                             | 3:00    |
| 7.  | „Emerald Alley”                                     | Up, Bustle and Out                 | 3:25    |
| 8.  | „Exploration”                                       | Karminsky Experience Inc.          | 3:07    |
| 9.  | „Coming From The Top”                               | Thievery Corporation               | 3:24    |
| 10. | „Ponteio (Bonus Beats)”                             | Da Lata                            | 1:22    |
| 11. | „Guiro Electro (Rainer Trüby Trio Remix)”           | Bobby Matos                        | 4:20    |
| 12. | „Fedime's Flight”                                   | Jazzanova                          | 4:59    |
| 13. | „Janine”                                            | Pronoia                            | 3:40    |
| 14. | „Imperial”                                          | Lazy Boy                           | 3:40    |
| 15. | „Transmission Central (Thievery Corporation Remix)” | Rockers Hi-Fi                      | 4:15    |
| 16. | „Mathar (Richard Fearless Mix)”                     | Indian Vibes                       | 3:47    |
| 17. | „Reign Dub”                                         | Dual Tone                          | 4:12    |
| 18. | „It Takes A Thief/DJ Kicks”                         | Thievery Corporation               | 4:01    |
|     |                                                     |                                    | 1:03:19 |

### Personel
- Marc Schilkowski – projekt graficzny
- Thievery Corporation – DJ Mix
- Chris Zippel – mastering
- Ali Kepenek – zdjęcia

## Opinie krytyków
Według redakcyjnej recenzji magazynu NME Eric Hilton i Rob Garza „w naturalny sposób uniknęli samoświadomego humoru, często kojarzonego z łatwym słuchaniem (który zmienia łatwe w tandetne). Jest to w zasadzie kompilacja różnych utworów (…) zmiksowanych przez Thievery Corporation jako ostatnich współtwórców serii DJ-Kicks. Jest tak szczera i poważna, jak to tylko możliwe”.
Zdaniem Denise Benson z Exclaim! Thievery Corporation „odcisnął swój charakterystyczny ślad na trwającej i doskonałej serii składanek DJ Kicks. Dźwięki są bogate, nastrój czarujący, a tempo doskonałe; wśród 18 przedstawionych tutaj naprawdę nie ma słabego utworu”.